# Дезайи, Жан-Шарль
Жан-Шарль Дезайи (фр. Jean-Charles Desailly; 1768—1830) — французский военный деятель, бригадный генерал (1809 год), барон (1809 год), участник революционных и наполеоновских войн. Имя генерала выбито на Триумфальной арке в Париже.

## Биография
Начал военную карьеру в 1784 году солдатом в 13-м полку лёгкой пехоты. С 1792 по 1794 год сражался в рядах Северной армии, отличился 23 августа 1792 года в сражении у лагеря Мод, 9 сентября 1793 года при осаде Дюнкерка, в битве при Русселаре и с 28 октября по 28 декабря 1794 года при осаде Грава. Затем он служил в армии, которая по приказу Пишегрю завоевала Голландию. В 1795 году зачислен в Самбро-Маасскую армию, участвовал в переходе через Рейн и в осаде Майнца. В 1796 году переведён в 15-ю полубригаду лёгкой пехоты Итальянской армии Бонапарта, отличился при переправе через Тальяменто и при взятии Градиска. 26 марта 1797 года получил звание командира батальона, и продолжил службу в рядах Неаполитанской армии под началом генерала Шампионне, сражался при Чивита-Кастеллана. В 1799 году возвратился в состав Итальянской армии и принял участие в сражении при Треббии, где под ним была убита лошадь. 24 июня 1799 года был награждён званием полковника, и стал командиром 15-й полубригады лёгкой пехоты.
После заключения мира вернулся во Францию. В Австрийской кампании 1805 года командовал 5-м элитным сводным полком, который входил в состав дивизии Удино Великой Армии. После роспуска сводного полка, вернулся к командованию 15-м полком. Участвовал в Прусской кампании 1806 года и Польской 1807 года. 6 июня 1807 года участвовал во взятии Кёнигсберга.
В 1808 году Дезайи был с полком определён в Армию Испании, участвовал в сражениях при Эворе, Вимейру, Корунье и Мизарелле. В 1809 году отозван к Армии Германии и принял участие в Австрийской кампании 1809 года, отличился в сражениях при Танне и Экмюле. 8 июня 1809 года произведён в бригадные генералы, и был назначен командиром 2-й бригады 4-й пехотной дивизии 3-го армейского корпуса. В сражении при Ваграме был ранен пистолетной пулей в правое плечо и потерял лошадь, убитую под ним.
1 апреля 1811 года возглавил 1-ю бригады 3-й пехотной дивизии генерала Гюдена 1-го армейского корпуса маршала Даву. 18 июня 1812 года стал командиром 3-й бригады в той же дивизии и принял участие в Русской кампании 1812 года. С 16 по 18 августа сражался под Смоленском, и содействовал взятию города, однако 19 августа был тяжело ранен в левое бедро в сражении при Валутиной горе, и 13 мая 1813 года был вынужден выйти в отставку по состоянию здоровья.

## Воинские звания
- Командир батальона (26 марта 1797 года);
- Полковник (24 июня 1799 года);
- Бригадный генерал (8 июня 1809 года).

## Титулы
- Барон Дезайи и Империи (фр. baron Desailly et de l'Empire; декрет от 19 марта 1808 года, патент подтверждён 20 августа 1809 года)[1].

## Награды
Легионер ордена Почётного легиона (11 декабря 1803 года)
 Офицер ордена Почётного легиона (14 июня 1804 года)
 Коммандан ордена Почётного легиона (25 декабря 1805 года)